# Mony Elkaïm
Pour l’article homonyme, voir Elkaïm.
Mony Elkaïm, né à Marrakech le 7 novembre 1941 et mort à Bruxelles le 20 novembre 2020, est un psychiatre et psychothérapeute. Il est l’une des principales figures de la thérapie familiale. Il a été l'un des fers de lance du mouvement de l'antipsychiatrie en Europe dans les années 1970.

## Biographie
Mony Elkaïm nait dans une famille juive marocaine. Il fait ses études de médecine à l'université libre de Bruxelles, et se forme en neuropsychiatrie. Il participe en tant qu'enseignant aux événements de mai 1968 à Bruxelles, puis il fait un postdoctorat en psychiatrie sociale et communautaire à l'Albert Einstein College of Medicine. En 1993, il est nommé professeur à l’Université libre de Bruxelles. De 1989 à 2014, Mony Elkaïm est consultant au département de psychiatrie de l’Hôpital Érasme et responsable médical de la consultation de psychothérapie de couple et de famille dans ce cadre. 
Il meurt à Bruxelles le 20 novembre 2020,,.

## Activités professionnelles et institutionnelles

### Interventions en ghetto urbain
Il a dirigé un centre de santé mentale dans le Bronx, à New-York, centre dépendant de l’Albert Einstein College of Medicine. Il a fondé en 1973 le Lincoln Family Therapy Training Program. Cette école de thérapie familiale préparait les professionnels de la santé mentale à l'intervention dans le contexte du ghetto urbain. Cet enseignement donnait droit à un certain nombre de crédits décernés par la New-York University et était sanctionné par un diplôme décerné par l’Albert Einstein College of Medicine, department of Psychiatry. En juin 1974, il organise à New-York une conférence nationale sur le thème Training family therapists for the urban ghetto.

### Engagement anti-psychiatrique
Mony Elkaïm organise, avec l’aide des membres de la Gerbe, en janvier 1975, à Bruxelles, une rencontre internationale sur le thème « l’Alternative au secteur psychiatrique », à laquelle participent notamment Giovanni Jervis, Félix Guattari et Robert Castel, avec lesquels il coordonne un réseau tentant des solutions alternatives dans le champ de la santé mentale,, s'inscrivant dans la mouvance antipsychiatrique. Les rencontres de ce réseau, que rejoindront David Cooper et Ronald Laing, se tiendront les années suivantes à Paris, à Cuernavaca, à Trieste et à San-Francisco,. Les travaux des membres de ce réseau auront un impact sur les pratiques en santé mentale.

### Thérapie familiale
En janvier 1979, il participe à la création et prend la direction de l'Institut d’études de la famille et des systèmes humains (IEFSH) à Bruxelles,. En septembre 1979, il fonde les Cahiers critiques de thérapie familiale et de pratiques de réseaux, publiée par les éditions De Boeck Université.

### Activités institutionnelles
Il est nommé le 7 octobre 1990 président de l’European Family Therapy Association qu’il contribue à fonder. Il préside cette association jusqu’en 2001. Il devient en 1991 Approved Supervisor under the Founders Track de l’American Association for Marriage and Family Therapy. En 1994, il est reconnu Clinical Member under the Founders Method de l’American Association for Marriage and Family Therapy. En 2007, il devient président de l’European Association for Psychotherapy dont le siège se trouve à Vienne et fonde avec son fils Michaël, la S.A.R.L. Elkaïm Formations. En 2008, il est nommé membre d'honneur de l’Association psychiatrique polonaise. Il est directeur de l’Institut d’études de la famille et des systèmes humains (Bruxelles),. À partir de février 2016, il est consultant au département de psychiatrie de l'hôpital Érasme.

## Publications
- Réseau Alternative à la psychiatrie, textes recueillis par Mony Elkaïm, Paris, UGE, 1977.
- Formations et pratiques en thérapie familiale, sous la direction de Mony Elkaïm, Paris, Éditions ESF, 1985.
- Les pratiques de réseaux : santé mentale et contexte social, sous la direction de Mony Elkaïm, Paris, ESF, 1987.
- Si tu m’aimes, ne m’aime pas. Approche systémique et psychothérapie, Paris, Le Seuil, 1989 (traduit en allemand, anglais, arabe, danois, espagnol, grec, italien, portugais, serbo-croate et suédois).
- La thérapie familiale en changement, sous la direction de Mony Elkaïm, Paris, Les Empêcheurs de Penser en Rond, 1994.
- Panorama des thérapies familiales, sous la direction de Mony Elkaïm, Paris, Le Seuil, Paris.
- À quel psy se vouer ? Psychanalyses, psychothérapies : les principales approches, sous la direction de Mony Elkaïm, Paris, Le Seuil, 2003.
- Comment survivre à sa propre famille ?, Mony Elkaïm avec le concours de Caroline Glorion, Paris, Le Seuil, 2006.
- Comprendre et traiter la souffrance psychique, sous la direction de Mony Elkaïm, Paris, Le Seuil, 2007.
- Entre résilience et résonance. À l’écoute des émotions, Boris Cyrulnik et Mony Elkaïm, sous la direction de Michel Maestre, Paris, Fabert, 2009.
- Où es-tu quand je te parle?, Paris, Le Seuil, 2014.
- Vivre en couple. Plaidoyer pour une stratégie du pire, Coll. Philo.Gener., Paris, Le Seuil, 2017.

## Distinctions
- 2000 : membre d'honneur de l'Association of Psychology and Psychiatry for Adults and Children.
- 2001 : Award for outstanding contribution to the field of family therapy, de l'European Family Therapy Association[14].
- 2013 : Award for a Lifetime Achievement in the Field of Family Therapy[14] et Award for an outstanding contribution to the founding and development of EFTA[14]
- 2017 : prix Sigmund Freud de psychothérapie de Vienne.